# Rioja (Spanyolország)
Rioja egy község Spanyolországban, Almería tartományban. Lakosainak száma 1589 fő (2024).

## Földrajza
Rioja Tabernas, Pechina, Benahadux és Gádor községekkel határos.

## Népesség
A település lakosságának változását az alábbi diagram mutatja:
| Lakosok száma | 1199 | 1278 | 1363 | 1389 | 1352 | 1406 | 1356 | 1417 | 1488 | 1589 |
|               | 2001 | 2004 | 2006 | 2009 | 2011 | 2014 | 2016 | 2019 | 2021 | 2024 |